# Кузубатица
Кузубатица (укр. Кузубатиця) — село в Перемышлянской городской общине Львовского района Львовской области Украины.
Население по переписи 2001 года составляло 69 человек. Занимает площадь 2,3 км². Почтовый индекс — 81233. Телефонный код — 3263.